# Miroslav Luci
Miroslav Luci, slovenski zdravnik, * 31. januar 1946, Sveti Tomaž pri Ormožu.
V času 8. vlade Republike Slovenije je bil državni sekretar v kabinetu predsednika vlade, zadolžen za sodelovanje z državnim zborom: